# Kidon
Kidon (hebrejsky: כידון, doslova bajonet či bodák) je název zvláštního oddělení izraelské tajné služby Mosad, které je zodpovědné za přípravu a provádění atentátů a únosů nepřátel Izraele. Jeho role je přísně utajována a není o něm známo mnoho informací, ale obecně se předpokládá, že Kidon byl zodpovědný za akci s názvem Operace Boží hněv, která následovala po masakru izraelských sportovců na olympijských hrách v roce 1972. 

## Činnost
Jak bylo zmíněno výše, činnost Kidonu je známa jen velmi málo a není ani oficiálně přiznáván izraelskou vládou. Jsou však známy určité, ale velmi kusé informace. Kidon se zaměřuje na tři okruhy lidí – I. bývalí nacisté II. teroristé III. lidé, kteří pracují, byť nevědomky, proti Izraeli. Je známo, že lidé z prvních dvou skupin jsou likvidováni po souhlasu izraelského předsedy vlády a bez upozornění, zatímco lidé ve III. skupině jsou vždy před případnou likvidací varováni, aby zanechali své činnosti. Komando má asi 48 členů, z toho je osm žen. Tým Kidonů se připravuje ve dvouletých kurzech ve výcvikovém středisku Mossadu „Henzelia“ nedaleko Tel Avivu. Jezdí také do speciálního tábora v Negevské poušti, kde se učí zabíjet. Učí se jak vhodně vybírat a používat zbraně pro různé úkoly. Škrcení s řezákem na sýr když má být cíl zabit v noci a potichu. Učí se používat ruční zbraně s tlumičem. Jak rozprášit nervový plyn v aerosolu nebo jak ho píchnout v injekci s jedem v davu lidí. Učí se precizně se vyznat v lidském těle (např. kterou cévu přetít...). S Mossadem běžně spolupracují někteří Izraelští přední soudní patologové, kteří vědí nejlépe jak provést vraždu tak, aby vypadala jako nehoda. Učí agenty, jak zničit stopy po útoku na těle oběti. Kidoni mají k dispozici malou laboratoř na výrobu jedů, které účinkují okamžitě po podání (Ricin). Dále mají k dispozici krátké nože, struny na škrcení, výbušniny malého dosahu ale velké razance, které člověku např. (když se umístí do tel. sluchátka) utrhnou hlavu. Dále používají pistole i sniperské pušky. Kidoni se učí vyznat se v neustále aktualizovaných plánech světových metropolí. Psychologové je učí vyznat se ve zvycích obětí. V rámci výcviku dostanou Kidoni za úkol sledovat potenciální oběť (jiného agenta či spolupracovníka Mossadu) např. v Londýně a nakonec jej naoko „zlikvidovat“. Kromě likvidačních misí Kidoni provádějí také únosy a ženy se pro změnu učí využívat svůj šarm a zejména sex pro získávání zpravodajských informací. O Mossadu platí, že jen jeden z tisíce zájemců je přijat ke tříletému výcviku ve špionáži a jen jeden ze sta agentů se může stát členem Kidonu. [zdroj⁠?!]